# Moxibustion

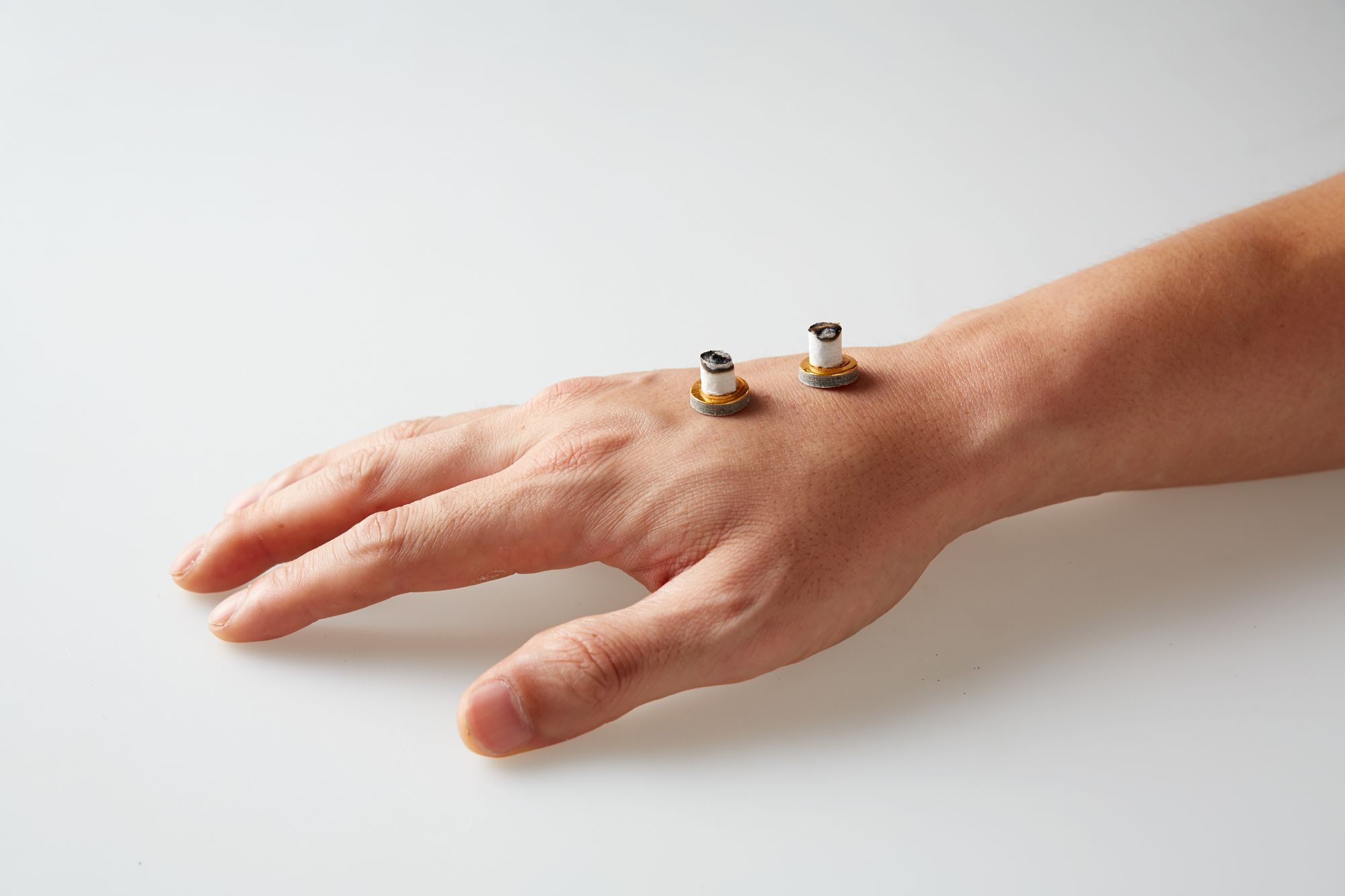

Moxibustion eller bara moxa, det vill säga örtbränning är en behandlingsform inom traditionell kinesisk medicin som innebär att man förbränner en torkad växt (moxa) för att värma och stimulera akupunkturpunkter. Behandlingen saknar vetenskapliga belägg och räknas som pseudovetenskap.

## Beskrivning
Växten som traditionellt används är Artemisia argyi också kallad grovbladig gråbo och tillhör liksom gråbo (Artemisia vulgaris) malörtssläktet.
Moxibustion har bland annat påståtts kunna lindra gikt samt förhindra sätesbjudning vid förlossning, samt föreslås av praktiserande utförare vid problem med smärta, trötthet, infertilitet samt störningar i matsmältningen. 
Moxibustion innebär att en glödande rulle, påminnande om en liten cigarr, placeras vid utvalda akupunkturpunkter. 

## Medicinsk forskning
Den första moderna vetenskapliga publikationen om moxibustion skrevs av den japanske läkaren Hara Shimetarō som 1927 utförde forskning om hematologiska effekter av moxibustion. Två år senare accepterades hans doktorsavhandling över ämnet av den medicinska fakulteten vid Kyūshūs kejserliga universitet. Haras sista artikel är från 1981.
En Cochrane-granskning fann begränsad evidens för användning av moxibustion för att förhindra sätesbjudning vid förlossning, men efterfrågade fler experimentella resultat. Bland bieffekterna fanns illamående, halsirritation och buksmärtor. Studier har även gjorts av moxibustion som behandling för smärta, cancer, stroke, ulcerös kolit, förstoppning, och hypertoni. Systematiska genomgångar har visat att studierna har låg kvalitet och att eventuella samband kan bero på att man bortsett från studier som inte kunnat påvisa samband, så kallad publiceringsbias.

## Historik
Moxa (ursprungligen japanskt namn på stängen av en Artemisiaart, varmed terapeutiska bränningar utfördes) var fordom en inom kirurgin använd liten kägla eller cylinder av lätt brinnande ämne (vanligtvis sammanpressad bomull), som fästes eller hölls fast vid huden och antändes, varigenom ett litet, rätt djupt brännsår åstadkoms. Någon gång antändes flera sådana moxor på en gång. Meningen var att framkalla en stark hudretning och en eller flera blivande suppurationshärdar för att få djupliggande varbildningar att sina ut. Vid höftsjuka och liknande processer i andra ledgångar nyttjades moxor ganska ofta, men även vid andra lidanden, som inte var förbundna med varbildning. Det är tvivelaktigt, om någon egentlig nytta på sådant sätt någonsin vunnits, men det är alldeles visst, att patienternas tillstånd ofta försämrades genom moxorna.